# Zgornja Radovna
Zgornja Radovna (IPA: [ˈzɡoːɾnja ˈɾaːdɔu̯na]) è un insediamento (naselje) della municipalità di Kranjska Gora nella regione statistica dell'Alta Carniola in Slovenia.